# Shōnen-ai

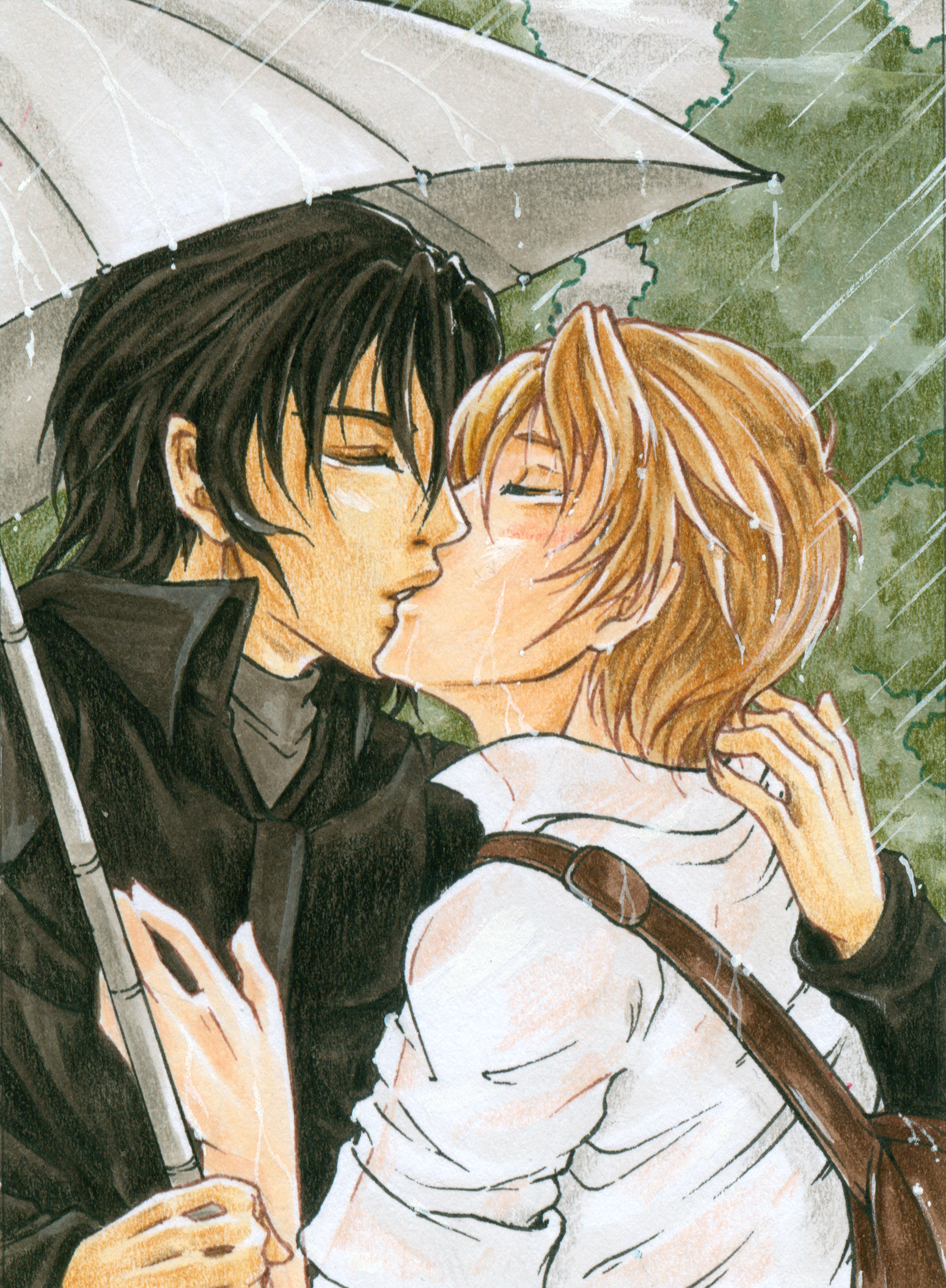
Một ví dụ về tranh vẽ trong Shōnen-ai

Shōnen-ai hay shounen-ai (tiếng Nhật: しょうねん-あい, tiếng Trung: 少年愛, Hán-Việt: thiếu niên ái (tình yêu thiếu niên)) là một thể loại truyện tranh và hoạt hình Nhật Bản. Trong tiếng Nhật, "shōnen" và "ai" có nghĩa riêng là "chàng trai" và "tình yêu", đó chính xác là những gì thể loại này đề cập đến, tình yêu giữa các chàng trai. Nội dung thường được đề cập đến nhất với thể loại này tình yêu và sự lãng mạn nhưng không mang tính chất tình dục giữa các chàng trai hay đàn ông (điển hình là Bishōnen).
Việc uyển ngữ tiếng Nhật, nói tiếng Nhật từ bản dịch tiếng Anh của cụm từ này, "boys love", hiện được các nhà xuất bản và người hâm mộ ở Nhật Bản sử dụng thay vì shōnen-ai.
Một số tác phẩm thuộc thể loại này có mang tính chất tình dục nhưng phần lớn thì không.
Cuối cùng, nó ngày càng trở nên phổ biến ở Bắc Mỹ khi các tác phẩm thuộc thể loại này được gắn nhãn "Yaoi", bởi cả người hâm mộ và nhà phân phối.

## Khán giả
Phần đông khán giả của shōnen-ai là phụ nữ trẻ, và vì thế hầu hết các tác phẩm được sáng tác bởi phụ nữ cho phụ nữ. Nhiều người hâm mộ cho rằng họ thích xem vẻ đẹp của các nhân vật, cũng như cách miêu tả tình yêu nam giới. Một số cho rằng vì trong mối tình không có phụ nữ, khán giả không cảm thấy bị đe dọa và vẫn có thể gắn bó với các nhân vật; một số lại cho rằng việc phụ nữ thích xem tình yêu đồng giới nam là chuyện thường tình, tương tự như hiện tượng phái nam thích xem truyện tình yêu đồng giới nữ.

## Một số tác phẩm
- Demon Diary
- Loveless
- Tokyo Babylon
- Boys Next Door
- Fake
- Only the ring finger knows
- Oasis projects
- The thief and detective [2]
- The ice-cold demon's tale [3]
- Cinderella (Boy) Kakuritsuron
- Silver Diamond
- Kissing
- Boy Princess

## Liên kết thông tin

### Tiếng Anh
- Yaoisuki - Thông tin, Giới thiệu
- Anime News Network
- Shounen-ai Go!